# Jason Ritter
Jason Ritter, född 17 februari 1980 i Los Angeles, Kalifornien, är en amerikansk skådespelare. Han är son till John Ritter och Nancy Morgan, som båda är skådespelare.
Ritter är förmodligen mest känd för sin roll i TV-serien Joan of Arcadia. Han är med i Raise Your Voice, där han spelar Terris bror Paul. Under 2010 hade TV-serien The Event premiär. Ritter spelar huvudrollen.
Han spelade också rollen som Will Rollins i crossover-filmen Freddy vs Jason (2003).
Efter att ha varit ett par sedan 2013 gifte sig Ritter med skådespelaren Melanie Lynskey 2020. Paret har en dotter född 2018.